# جزر بارات دايا
جزر بارات دايا هي مجموعة جزر ضمن مقاطعة مالوكو في إندونيسيا. وكلمة بارات دايا باللغة الإندونيسية تعني جنوب شرق.
وتشمل هذه الجزر:
- جزيرة ليران
- جزيرة دامار
- جزيرة رومانغ
- جزيرة ويتار

تقع هذه الجزر قبالة شرق تيمور الشرقية. جزيرة ويتار هي أكبر جزيرة في المجموعة. يفصل مضيق أومباي جزيرة ويتار عن جزيرة ألور الواقعة أقصى شرق جزر سوندا الصغرى. ويفصل مضيق ويتار جزيرة ويتار عن جزيرة تيمور.